# Reichstag (edifici)
L'edifici del Reichstag (en alemany  Reichstagsgebäude (?·pàg.), abreujat  Reichstag (?·pàg.)) és al barri del Tiergarten, al districte Mitte de Berlín, capital d'Alemanya. Va ser la seu del Reichstag en temps del II Imperi Alemany (1871-1918) i més tard del parlament de la República de Weimar (1919-1933). Des de 1994 s'hi reuneix cada cinc anys la Convenció Federal (Bundesversammlung) per a elegir el president d'Alemanya (Bundespräsident) i des de 1999 és el lloc de reunió del parlament alemany (Bundestag). La seua denominació oficial és Plenarbereich Reichstagsgebäude, que significa «recinte de plens de l'edifici del Reichstag».
L'edifici en estil neorenaixentista, dissenyat per Paul Wallot, va ser estrenat el 1894. El 1933 va ser víctima d'un incendi provocat l'autoria del qual no va arribar a esclarir-se del tot. Al final de la Segona Guerra Mundial, durant la batalla de Berlín, va ser escenari de cruents combats i va ser seriosament danyat. En la dècada dels 1960 s'hi van realitzar les reformes més urgents. L'aspecte que té en l'actualitat el va adquirir durant unes obres en els anys 90 responsabilitat de l'arquitecte britànic Norman Foster.

## Història

### Antecedents

#### Instal·lacions provisionals

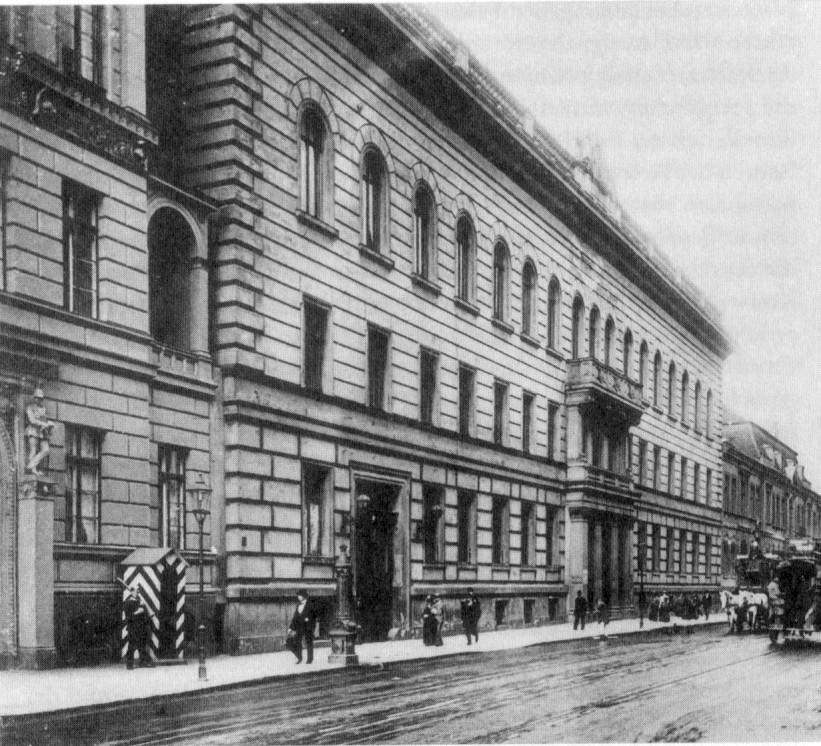
Parlament provisional al carrer Leipziger Straße 3.

El primer punt de reunió d'un Reichstag (parlament) a Berlín fou el Preußisches Herrenhaus ("Cambra Alta de Prússia"), al número 3 de la Leipziger Straße. Allí es reunia des de 1867 el Reichstag de la Federació Alemanya del Nord, dominada per Prússia. Després de la fundació de l'Imperi Alemany en 1871 es van unir a aquesta assemblea els representants dels estats del sud d'Alemanya, el que va fer necessari un lloc de reunió més ampli. Es va resoldre traslladar als diputats al 75 del mateix carrer, un edifici anomenat Preußisches Abgeordnetenhaus ("Casa dels Diputats de Prússia"). Així tot, prompte va quedar palès que aquest lloc tampoc era prou gran. El Reichstag va aprovar el 19 d'abril de 1871 una moció en la qual es deia textualment:
| « | La construcció d'un parlament a l'altura de les funcions del Reichstag i digne de representar al poble alemany és una necessitat urgent. | » |

Una altra moció, redactada amb un estil profundament nacionalista inspirat per la victòria obtinguda poc abans contra França, així com per l'esdeveniment històric que va suposar la fundació de l'Imperi, no va obtenir majoria suficient.
Es va formar una comissió que seria responsable dels preparatius per a l'edificació d'aqueix parlament "digne". Es tractava de concretar el lloc de l'obra, desenvolupar un pla de treball, convocar un concurs per a triar a l'arquitecte i proveir una transició adequada. Ràpidament es va triar un edifici substitutiu. En només setanta dies es va condicionar el 4 de Leipziger Straßi, per aquell temps seu d'una manufactura de porcellana, perquè fóra apte per a poder acollir als parlamentaris. Es calculava que el trasllat al nou Reichstag duraria entre cinc i sis anys. En realitat en va durar vint-i-tres.

### 1881-1884: Planificació
Al desembre de 1881 el Reichstag va prendre la decisió d'adquirir uns terrenys per ubicar el nou edifici. Va tenir lloc un intens debat públic sobre si s'havia d'assignar l'obra directament a Ludwig Bohnstedt sense repetir el concurs i donar-li l'oportunitat que modifiqués i materialitzés el seu projecte de 1872.
Al febrer de 1882 es va convocar un nou concurs en què només podien participar a arquitectes alemanys, una condició que l'Associació d'Enginyers i Arquitectes d'Alemanya havia imposat. D'entre les 189 candidatures anònimes rebudes es van triar els dissenys de Paul Wallot, de Frankfurt, i Friedrich von Thiersch, de Múnic, que van obtenir el primer premi ex aequo. No obstant això, el de Wallot havia rebut dos vots més —21 contra 19—i doncs va ser elegit.
Per als arquitectes començava un treball lent i fatigós ple de desavinences constants amb diferents instàncies implicades. Una resolució de 1880 dictaminava que, en cas de construir un nou edifici parlamentari, l'Acadèmia d'Enginyeria Civil hi havia d'intervenir obligatòriament com a assessora. Desafortunadament, molts dels membres de l'Acadèmia havien presentat les seves pròpies candidatures al concurs i encara que no se'ls va poder provar cap conducta incorrecta per llurs pedants crítiques al treball de Wallot van mostrar seriosos dubtes sobre la seva objectivitat.
El departament de construcció del Ministeri d'Obres Públiques prussià, com a segona instància encarregada del peritatge, també va exigir una munió de canvis a Wallot. Aquest es va mostrar sempre pacient en públic i només va manifestar el seu malestar en la seva correspondència privada. En el transcurs d'uns pocs mesos se li va demanar una vegada i una altra lliurar nous esbossos de la distribució dels interiors i de la decoració de la façana. Al final, un observador independent amb prou feines hauria pogut reconèixer el disseny que va guanyar el concurs.
El 9 de juny de 1884 es va poder posar per fi la primera pedra, en una cerimònia amb més militars que polítics i deslluïda per la pluja. Tres Hohenzollern van ser els protagonistes: l'emperador Guillem I, el seu fill i el seu net (futurs Frederic III i Guillem II). Quan Guillem I va clavar el cop de martell, símbol del començament de l'obra, l'eina es va trencar en trossos.

### 1884-1918: Construcció i condicionament

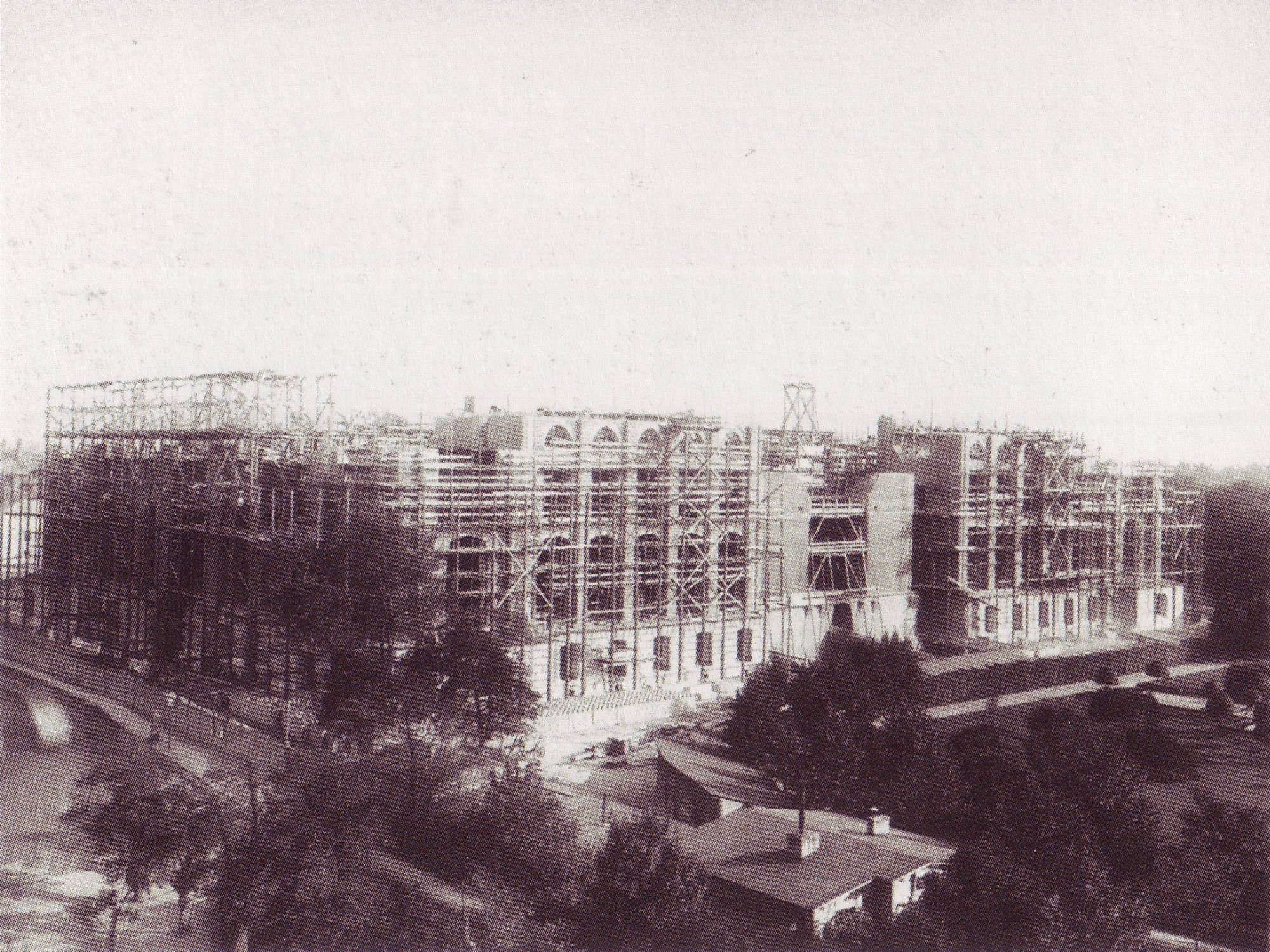
El Reichstag en construcció (1888).

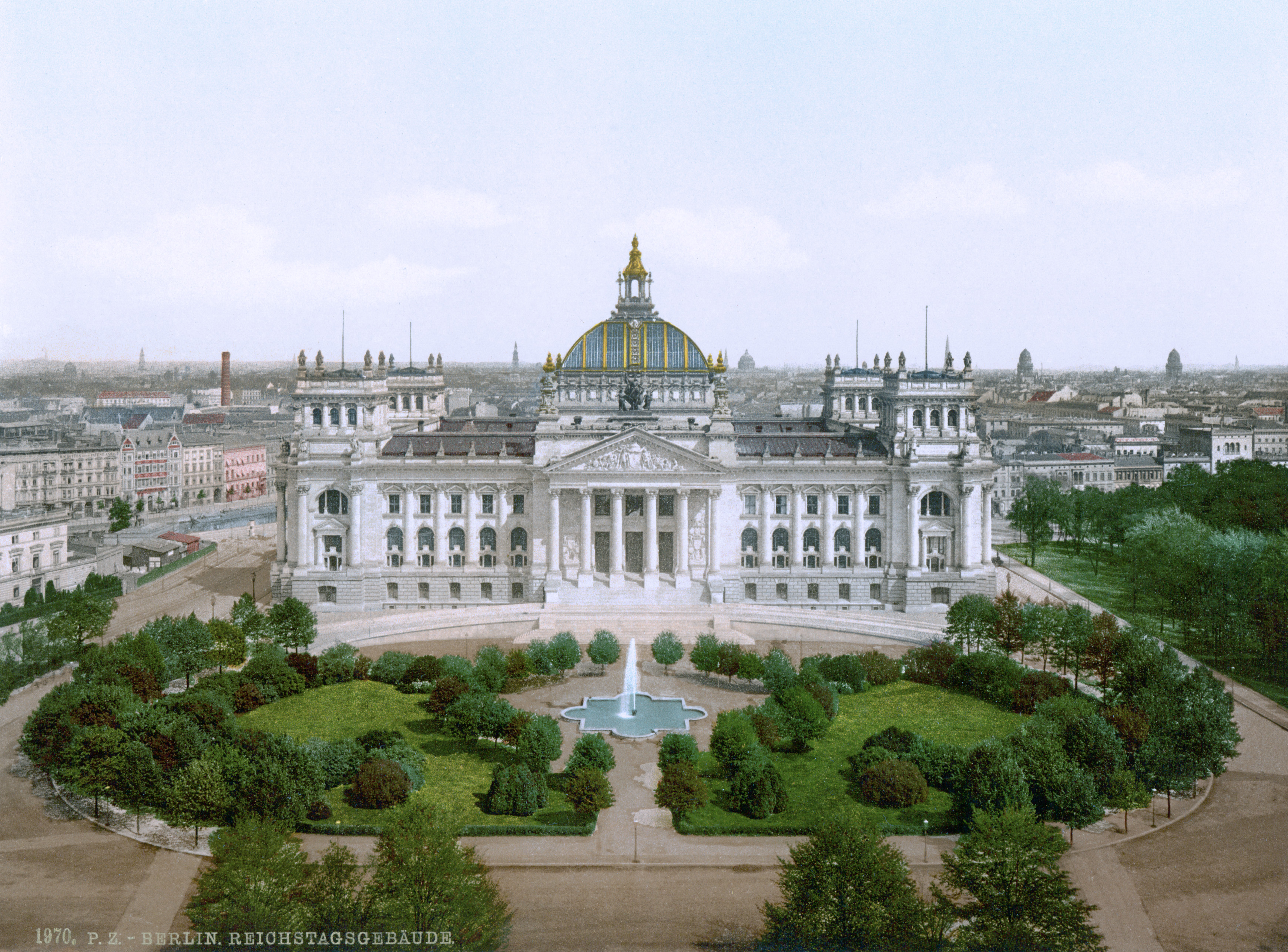
Edifici del Reichstag el 1900.

Durant la construcció, la cúpula va ser especialment problemàtica. Pressions diverses van obligar Wallot de moure'l de la posició central sobre la sala de plens cap al vestíbul d'entrada, prop de la façana occidental. Es va començar a construir la cúpula en aquesta lloc. Segons avançaven les obres, l'arquitecte estava cada vegada més convençut que aquesta modificació forçosa hauria de ser desfeta en el futur. Després d'intenses negociacions es va acabar donant suport a la posició de Wallot, però per llavors ja s'havien aixecat les parets de la sala de plens i aquestes eren ara massa febles per a sostenir la cúpula. El 1889 l'enginyer Hermann Zimmermann va trobar una solució. Va reduir l'alçada de la cúpula de 85m a 75m i va proposar substituir la pedra per una ambiciosa estructura d'acer i vidre, relativament lleugera. Aquesta nova cúpula, a través de la qual la llum del sol il·luminava la sala de plens, va ser un digne colofó per a la nova seu del parlament i va esdevenir l'orgull de l'enginyeria alemanya.
Guillem II, emperador des del 1888, va ser satisfet amb el resultat de les obres quan va veure l'edifici. Havia donat suport a Wallot en l'assumpte de l'emplaçament de la cúpula, tot i que al principi la idea mateixa de la cúpula no li va agradarli perquè simbolitzava el poder del parlament (entitat que no era del seu grat) i a més era més alta que la del Palau Reial de Berlín (67 metres). No obstant això, des del 1892 es va començar a percebre una creixent antipatia de l'emperador cap a l'edifici, que va qualificar com «súmmum del mal gust» i «creació totalment fallida». En privat en parlava com el Reichsaffenhaus (casa de micos de l'imperi).
L'edifici era apte per complir la funció de seu parlamentària. L'enginyeria era a l'avantguarda de la seva època. Tenia un equip de generació elèctrica pròpia. Disposava de calefacció central amb sensors tèrmics, ventiladors elèctrics, finestres dobles, telèfons, escusats amb cisterna,... A més de les sales de reunió per als parlamentaris i el Bundesrat hi havia sales de conferències, una sala de lectura, una altra on se servien refrescs, guarda-robes, bugaderies i vestidors, etc. La biblioteca tenia uns 90.000 volums a la inauguració i espai lliure per 230.000 més (el 1927 ja tenia 260.000 volums). A l'arxiu del Reichstag es van conservar aviat milions de notes manuscrites que podien ser enviades a la sala de lectura mitjançant un enginyós sistema pneumàtic.
Malgrat tot, aviat va quedar de manifest una carència: no hi havia prou sales de treball per als diputats. En comparació amb altres parlaments europeus, amb 138 × 96 m el Reichstag era relativament petit. Una publicació de l'època va descriure aquesta mancança de la següent manera: «De què li serveixen […], els delicats panells de fusta, la inigualable vista de la Königsplatz […], si no pot trobar una cadira buida i una taula lliure per llegir i escriure tranquil·lament?».
Amb les successives reformes no hi va haver prou per a resoldre el problema, que fins i tot es va exacerbar quan el nombre de diputats va pujar de 397 a més de 600 quan es va instaurar el sistema de representació plena de la República de Weimar. Cap al final de la dècada de 1920 hi va haver plans per ampliar el Reichstag pel nord, però mai van arribar a bon port.
La majoria dels locals, fins i tot la sala de juntes principal, eren revestides amb fusta de roure, freixe, pi envernissat i fusta tropical. Es va fer servir fusta per la qualitat acústica i també al fet que era més barata que la pedra. A més responia a motius estètics: Wallot va dissenyar els interiors (mobiliari inclòs) imitant l'estil del Renaixement alemany dels segles xvi i xvii. Els revestiments de fusta de les parets i els tallats ornamentals —frontons amb adorns en les rosasses, obeliscs, columnes helicoïdals, fistons i figures al·legòriques— solien abundar als edificis renaixentistes, com ara els ajuntaments d'unes ciutats adinerades, i conferien ara al Reichstag un aspecte similar. Aquest desplegament de luxe va ser considerat típicament alemany i en realitat amb aquesta intenció s'havia pensat: com a complement i contrapunt de l'exterior, que tenia un cert aire neorenaixentista que no es diferenciava de l'utilitzat a l'època en molts països.

#### Decoració i iconografia

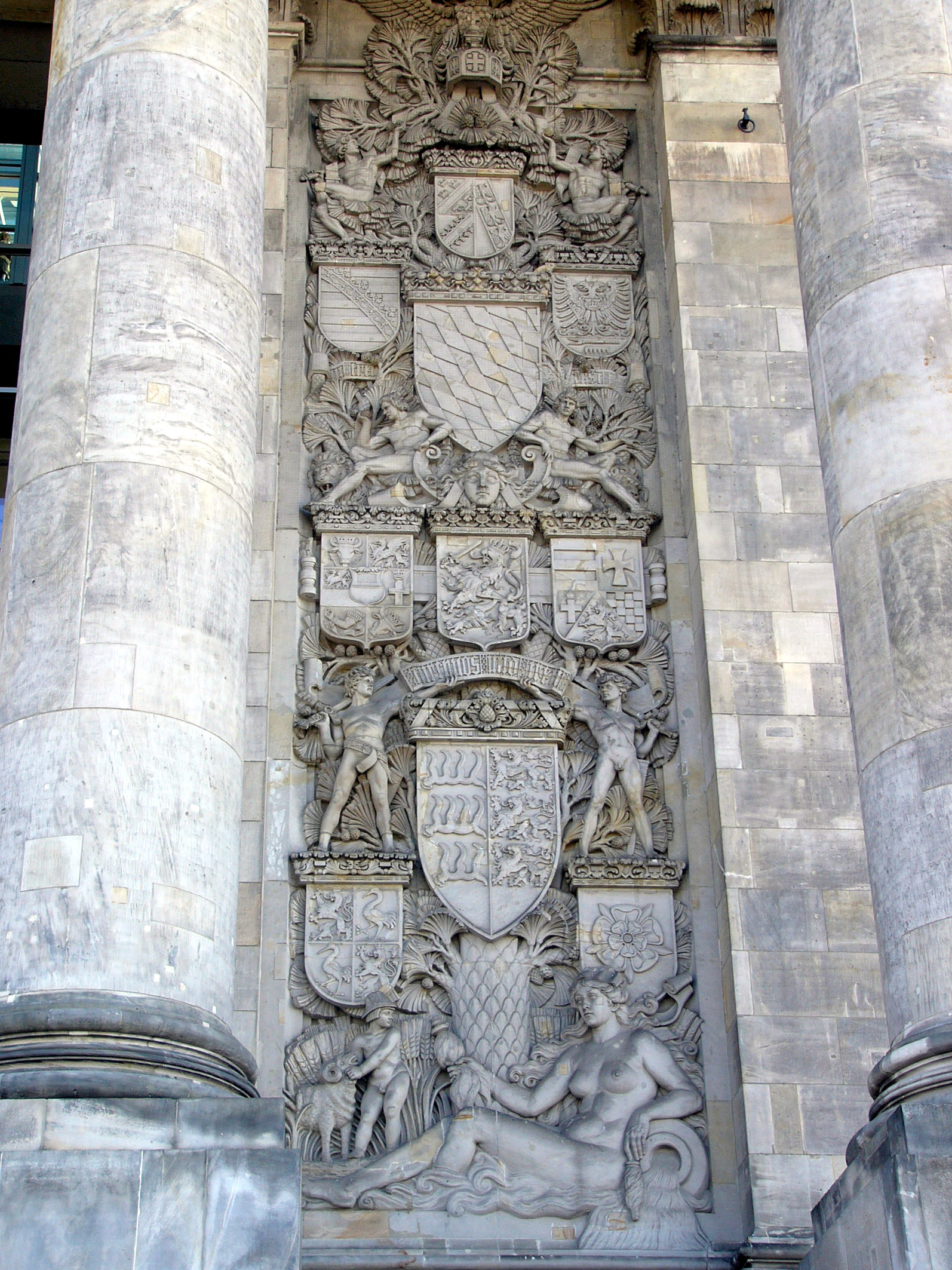
Els escuts de diversos estats de l'Imperi a l'interior del Reichstag

Es volia que la decoració evoqués la formació de l'Imperi Alemany el 1871, quan els estats alemanys es van unir liderats pel rei de Prússia, coronat com kàiser. L'escut imperial en el frontó sobre l'entrada principal i la corona imperial en el punt més alt de la cúpula simbolitzaven la meta aconseguida de la unió nacional, igual que l'al·legoria de la nació alemanya de Reinhold Begues a la part alta del portal principal. Per tot el Reichstag hi havien adorns al·lusius als diferents estats i regnes que formaven el Reich, fora amb els seus escuts, la representació de les seves ciutats o la personificació dels rius Rin i Vístula. S'hi van unir alguns motius populars en l'època, com les setze figures en les torres que són als extrems de l'edifici: l'Art, la Ciència, l'Ensenyament, el Sosteniment del Poble, etc. Per fer èmfasi al sentiment d'unitat i evitar enveges nacionalistes, treballadors vinguts de tot arreu d'Alemanya van participar en les obres de decoració.

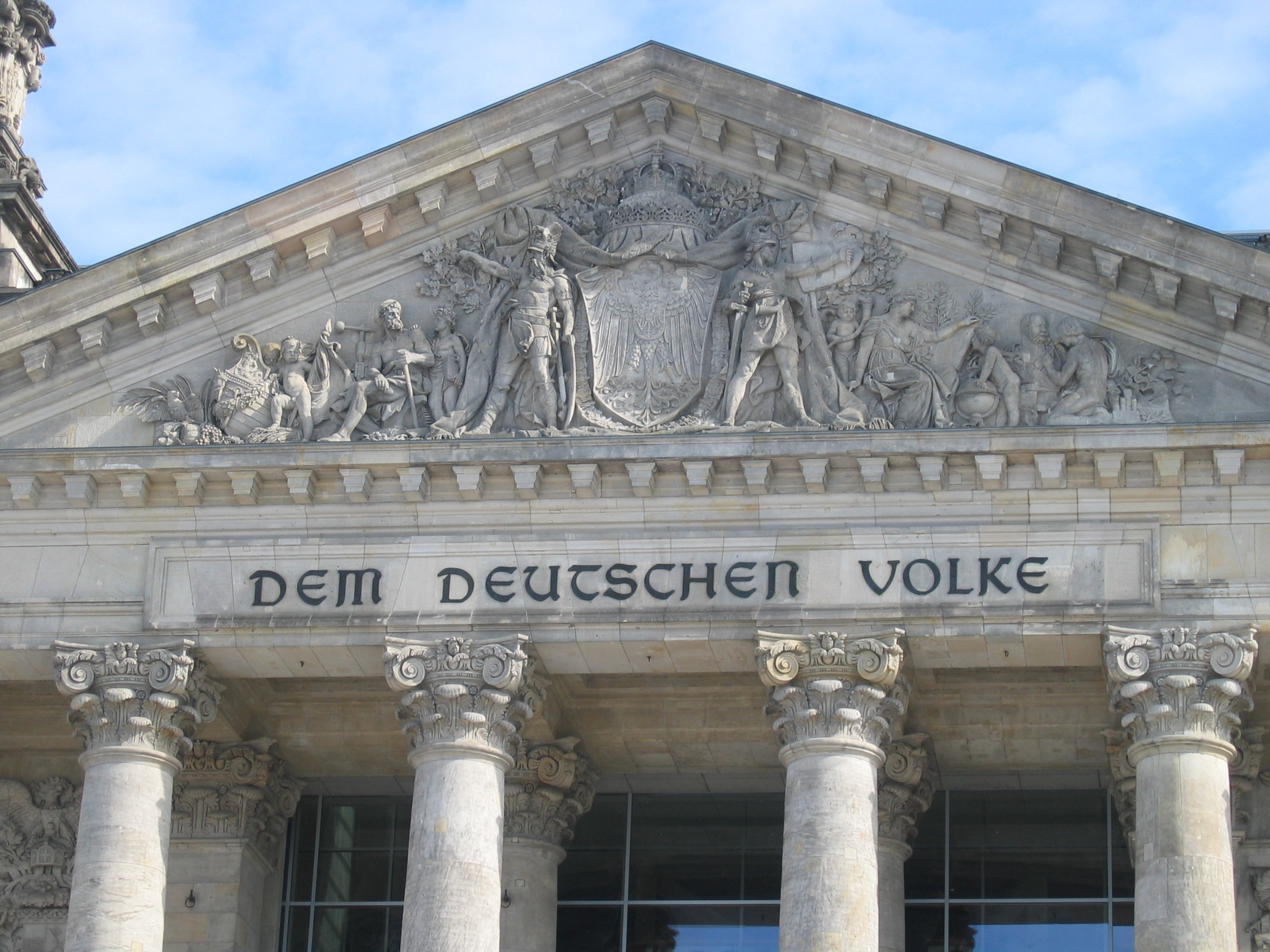
Frontó del Reichstag amb el lema Dem Deutschen Volke, "al poble alemany".

Wallot tenia clar que volia dedicar l'edifici «al poble alemany». S'esperava que aquesta inscripció (en alemany: Dem Deutschen Volke) fóra instal·lada al frontispici occidental no més tard del dia de la inauguració. No obstant això, el lloc que li era reservat va romandre buit més de vint anys. Ja llavors es va començar a sospitar que l'emperador actuava per impedir que s'hi posés el text, encara que no n'hi ha proves irrefutables. L'omissió no es va reparar fins el Nadal de 1916, en plena Gran Guerra. En la literatura se solen citar dos motius principals per explicar aquest canvi: un és que el Partit Socialdemòcrata d'Alemanya havia votat a favor de l'emissió de bons de guerra i el kàiser es volia mostrar reconciliador, l'altre, que es tractava d'un gest per pujar la moral de la població, esgotada per la guerra. El metall de les lletres, de 60 centímetres d'alt, procedeix de dos canons capturats als francesos durant les anomenades «guerres d'alliberament» (1813-1815).
Wallot, cansat de patir contínues discussions, va acceptar una càtedra a Dresden. Fins a la seva mort el 1912 se li va seguir demanant la seva opinió pel que fa a la decoració artística del Reichstag.

### 1933-1945: Incendi i nacionalsocialisme
La nit del 27 al 28 de febrer de 1933, quatre setmanes després del nomenament d'Adolf Hitler com a canceller del Reich, l'edifici del parlament va patir un greu incendi. La sala de plens i algunes cambres properes van ser consumides per les flames. Era sens dubte un incendi provocat, encara que la qüestió de l'autoria no està resolt encara avui dia. Del que no hi ha dubte és que els nazis van ser els grans beneficiats per l'incendi. Aquesta mateixa nit van deslligar una onada de terror contra els seus enemics polítics. El Reichspräsident Hindenburg va ser forçat a signar l'endemà l'anomenada Reichstagsbrandverordnung (Decret de l'Incendi del Reichstag) «per a la protecció del poble i l'estat». El paràgraf 1 derogava els drets civils elementals, el paràgraf 5 establia la pena de mort per delictes d'«alta traïció».
Al maig de 1933, el comunista neerlandès Marinus van der Lubbe i alguns membres notables del Partit Comunista com Gueorgui Dimitrov, van ser acusats d'haver provocat l'incendi pel Tribunal de Justícia del Reich a Leipzig. L'acusació sostenia que l'incendi era un senyal per desencadenar un cop d'estat. Es va organitzar una vista pública en la qual Van der Lubbe va ser condemnat a mort. La condemna es va baser en un canvi de la llei i una confessió dubtosa. Va ser executat el gener de 1934. El gener del 2008 la condemna a mort de Van der Lubbe va ser derogada per la justícia alemanya per mor de la llei de 1998 que permetia rehabilitar condemnats durant el nazisme. Els altres acusats van ser posats en llibertat per falta de proves. Com a maniobra propagandística, el procés va resultar un desastre per als seus organitzadors, sobretot per la superioritat retòrica de Dimitrov en els seus duels dialèctics amb Joseph Goebbels i Hermann Göring.
Mentre el parlament —en el qual des del juliol de 1933 només hi havia diputats nacionalsocialistes— es reunia a l'edifici de la Krolloper, s'hi van fer reparacions d'urgència a la cúpula, però simptomàticament no a la sala de plens, que també estava calcinada. Mentrestant, l'edifici albergava exposicions tendencioses amb títols com «El jueu etern» i «El bolxevisme, sense màscara». També s'hi exposaven maquetes del pla Welthauptstadt Germania (Capital del Món Germania), una utopia ideada per Albert Speer al costat del mateix Hitler per transformar Berlín en una ciutat colossal. El pavelló Halle des Volkes, amb una cúpula de 290 m d'alt, s'hauria edificat al costat del Reichstag. Durant la Segona Guerra Mundial es van tapiar les finestres i l'edifici va ser transformat en una verritable fortalesa. L'empresa AEG va utilitzar les dependències del Reichstag per fabricar vàlvules de buit, s'hi va instal·lar un hospital militar i el departament de ginecologia del Charité s'hi va traslladar (centenars de berlinesos van néixer al Reichstag).
L'Exèrcit Roig va veure al Reichstag un dels símbols del règim nacionalsocialista. Després de violents combats va ser capturat pel 176º Regiment de la 150º Divisió de Tiradors del III Exèrcit d'Assalt del Front Central. Des de Moscou es van enviar amb avió nou banderes soviètiques. El 30 d'abril de 1945 un d'aquests «estendards de la victòria» va ser hissat al portal principal i posteriorment al cim de la cúpula. Al voltant de les 15:00 hores el comandament del III Exèrcit d'Assalt, el general Vassili Kuznetsov, va cridar des de la seva posició al mariscal Júkov:
| « | La nostra bandera vermella oneja sobre el Reichstag! | » |

Però també li va comunicar que «encara es lluita en algunes parts dels pisos de dalt i al soterrani». Els últims soldats alemanys que resistien al soterrani es van rendir la tarda de l'1 de maig. El soldat que oneja la bandera soviètica va ser identificat durant dècades com Melitón Kantaria i va ser honrat com un heroi nacional a l'URSS. Algunes fonts sostenen que en realitat la identitat del soldat correspon a Mikhaïl Petróvich Minin. La famosa bandera va onejar de nou el 20 de juny de 1945 a la desfilada de la victòria celebrada a Moscou. Avui es conserva al museu de l'exèrcit de la capital russa.

### 1945-1990: El Reichstag a l'Alemanya dividida

El Reichstag després dels bombardejos aliats, 1945.

Després de la guerra, el Reichstag, que havia estat l'escenari de violents combats, era una semirruina i envoltat de runes. Les esplanades que l'envoltaven servien a la famolenca població civil per al cultiu de patates i hortalisses. El 1954 les autoritats van prendre la polèmica decisió de dinamitar la cúpula alegant motius d'estabilitat estructural. Al mes d'octubre es va intentar esfondrar, però va resistir quatre detonacions. Finalment, el 22 de novembre de 1954, la cúpula es va enfonsar després de noves explosions.
El 1955 el Bundestag de la RFA va assolir un acord per a una restauració completa tot i que encara no se sabia del cert quin ús se li anava a donar a l'edifici a la nova Alemanya dividida i a la primavera de 1957 l'Estat va invertir els primers 500.000 DM per al manteniment del Reichstag. L'arquitecte Paul Baumgarten va rebre l'encàrrec de la reconstrucció després de guanyar el 1961 un concurs en què l'accés havia estat força restringit. Les obres van durar fins a 1973. Nombrosos elements ornamentals de la façana van desaparèixer, es va reduir l'altura de les torres dels extrems i no es va reconstruir la cúpula. La remodelació de l'interior va ser important i es va crear una nova planta a fi de tenir més superfície útil. La grandària de la sala de plens es va doblar i podria haver acollit a tots els parlamentaris d'una hipotètica Alemanya reunificada. Quan les quatre potències ocupants se'n van retirar el 1971, ni tan sols els plens podien celebrar-se al Berlín Occidental, aïllat al mig de la República Democràtica Alemanya. A les noves sales només es podien organitzar les reunions de comitè i les assemblees internes dels grups parlamentaris.
Les reformes de Baumgarten, que comptaven amb el suport de les autoritats competents, poden semblar avui dia una mica rigoroses, però s'expliquen quan s'analitza el context històric. Baumgarten es va valer de les austeres formes arquitectòniques que eren de moda als anys 60 del segle xx. Qualsevol ornament era proscrit i predominaven les línies rectes i les superfícies planes. L'estil del segle anterior era considerat recarregat, i amb prou feines se li concedia importància al valor històric. En el cas concret del Reichstag, consideracions estètiques a part, pesaven motius ideològics: era vist com un símbol d'un govern predemocràtic (tot i ser un parlament), després d'una democràcia feble i finalment d'una brutal dictadura. La jove democràcia alemanya donava els seus primers passos i el més conseqüent semblava reformar el Reichstag seguint estrictament patrons estètics contemporanis, com a manera de distanciar-se del seu terrible passat.
Així doncs, Baumgarten va retirar una gran quantitat d'elements ornamentals de les façanes i no només pel seu rebuig a l'estil del segle xix, sinó també perquè en el transcurs de la guerra molts d'ells havien resultat danyats i no eren més que una pila de runa irreconeixible. A principi dels 90 es va debatre la pertinencia de mantenir o no els canvis de Baumgarten. Finalment, les reformes es van desfer i amb prou feines se'n pot percebre avui dia el rastre.
Des de la construcció fins al final de la Guerra Freda (1961-1989), el Mur de Berlín transcorria enganxat a la part oriental del Reichstag, on era possible visitar un museu sobre el Bundestag i la història de l'edifici. Era comú portar-hi les visites d'estat a la terrassa exterior per a contemplar el panorama enllà del mur. Des de 1971 es va fer a l'edifici una exposició sobre la història d'Alemanya que va ser vista per uns quants milions de persones.
Després de la Reunificació alemanya el 3 d'octubre de 1990, el Bundestag en ple va acordar després d'un acalorat debat traslladar el govern federal de Bonn a Berlín, i així va retornar al Reichstag l'antiga funció de seu del poder legislatiu.

### 1991-1999: Reformes

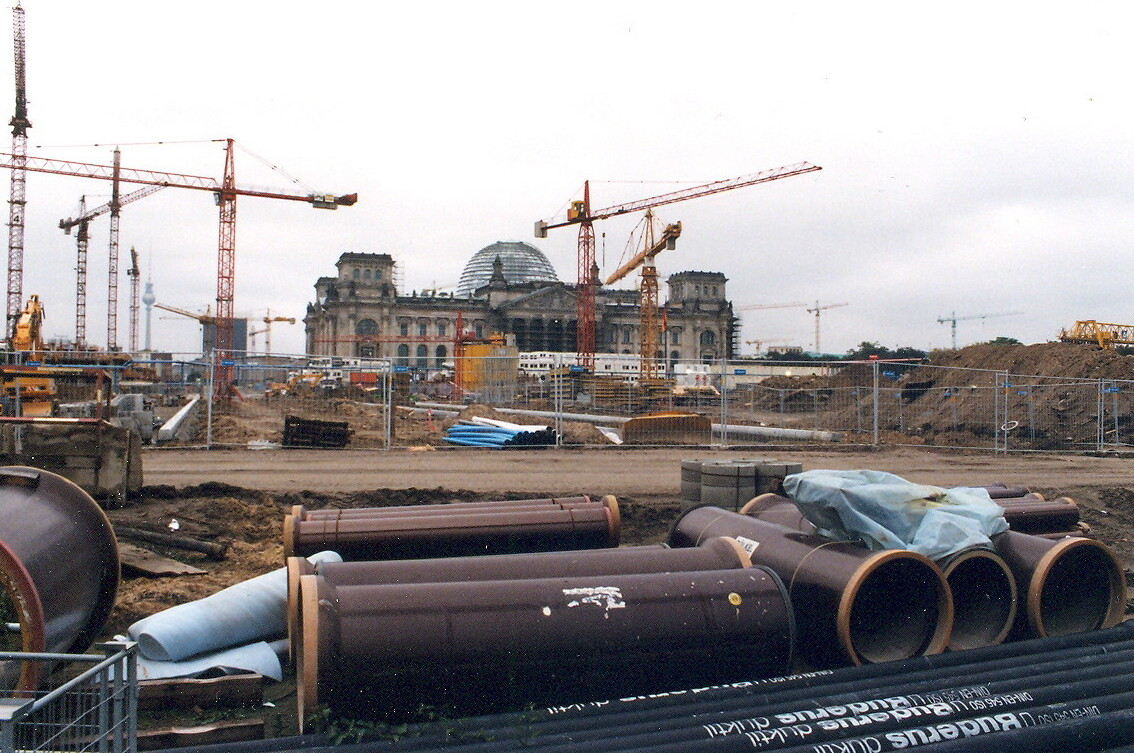
El Reichstag en obres.

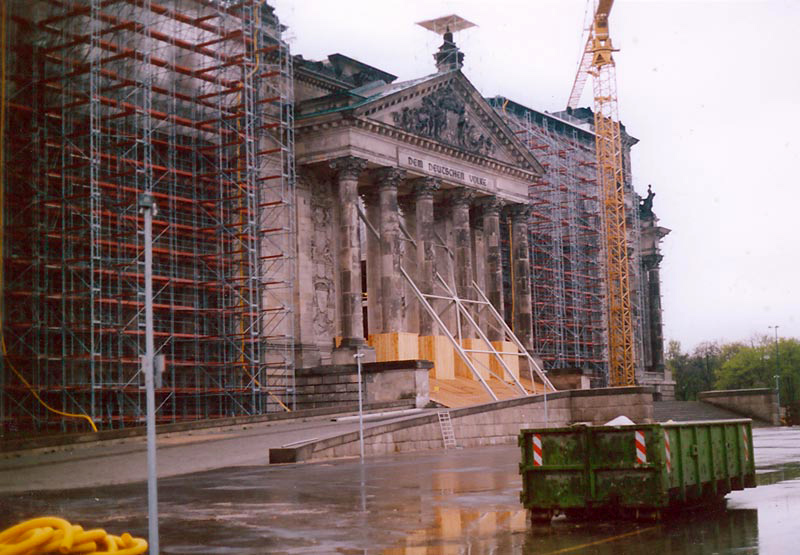
Reichstag 1995

«La seu del Bundestag d'Alemanya és a Berlín»: el Bundestag va aprovar aquesta resolució a Bonn el 20 de juny de 1991 per una ajustada majoria de tan sols 18 vots. Previ al trasllat del parlament i el govern, l'edifici del Reichstag havia de ser modernitzat. El 1993 es va convocar un concurs públic. Els criteris de selecció eren bàsicament claredat, transparència i una planificació exemplar des del punt de vista de la tecnologia energètica. Dels 80 projectes que es van presentar es van preseleccionar els de tres prestigiosos arquitectes: Sir Norman Foster (Anglaterra), Pi de Bruijn (Països Baixos) i Santiago Calatrava (Espanya). Foster havia planejat una teulada transparent que s'alçava per sobre de l'edifici a manera de tendal. La seva proposta no va obtenir consens entre l'opinió pública per motius estètics. Després de revisar el projecte, Foster va reeixir imposar-se als seus rivals amb un disseny completament nou.
Tampoc en aquesta nova proposta havia previst Foster afegir-hi una cúpula. En unes declaracions fins i tot va rebutjar expressament qualsevol tipus d'elevació sobre la teulada fonamentada en motius merament simbòlics. Amb això es referia tant a para-sols (com el que havia en la seva proposta original) com a cúpules. Finalment va canviar la seva postura i entre 1994 i 1995 es va veure obligat a cedir davant les pressions polítiques i modificar el disseny de la teulada. El 8 de maig de 1995 Foster va presentar el disseny definitiu per a una cúpula de vidre transitable, que per fi va satisfer els diputats. Santiago Calatrava va protestar llavors i va al·legar que era un plagi al seu disseny, ja que també incloïa un cúpula transparent similar. Els especialistes van concloure que no era lícit pretendre que un element tan tradicional en l'arquitectura com és una cúpula estigués subjecte a drets d'autor.

#### El Reichstag "empaquetat"

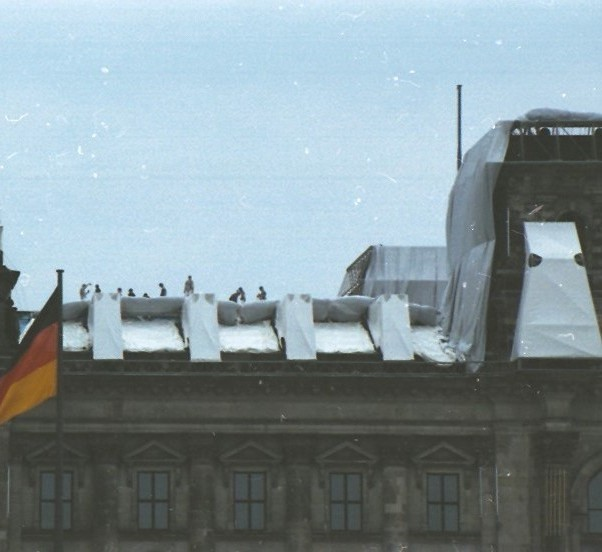
Operaris "empaquetant" el Reichstag.

Abans de començar les obres es va viure un peculiar parèntesi en la història de l'edifici. Els artistes conceptuals nord-americans d'origen búlgar Christo i Jeanne-Claude Guillebon van planejar des de 1971 un projecte que havien batejat com «Reichstag empaquetat» (anglès Wrapped Reichstag). El gener de 1994 es va celebrar al parlament de Bonn un debat per determinar la conveniència de dur a terme una performance artística amb un símbol nacional de la importància del Reichstag. La majoria s'hi va mostrar a favor. Entre el 24 de juny i el 7 de juliol de 1995 l'edifici va estar completament cobert per milers de metres quadrats d'una tela platejada ignífuga i lligat amb resistents cordes de polipropilè blau de 3,2 cm de diàmetre. L'esdeveniment va adquirir aviat el caràcter de festa popular. Aquestes dues setmanes, el Reichstag va ser visitat per uns 5 milions d'espectadors, que van deixar a la capital alemanya més de 1.000 milions de marcs. L'acció va tenir gran repercussió en els mitjans internacionals i va fer el Reichstag conegut arreu del món.

#### Remodelació
L'últim esdeveniment celebrat al Reichstag abans de la remodelació va tenir lloc el 2 de desembre de 1994. A finals de maig de 1995 ja s'havien conclòs els preparatius de les obres, consistents en netejar l'edifici d'amiant i deixar al descobert l'estructura original. Nombroses parts de l'antic edifici van ser posades fora de perill i posteriorment integrades al nou. Als arquitectes se'ls va exigir respectar la personalitat històrica de la construcció. Algunes restes de la història havien de ser visibles després de la renovació. Això incloïa també les pintades en rus fetes per soldats de l'exèrcit vermell durant la conquesta de Berlín el maig de 1945 i que ara tornaven a veure la llum. Alguns graffitis amb contingut racista o sexista van ser retirats d'acord amb diplomàtics russos; altres poden veure's en el nou Reichstag.
A finals de juliol de 1995, just després d'acabar la performance del "Reichstag empaquetat", van començar les tasques de renovació. En primer lloc es van desfer els canvis de Baumgarten dels anys 60 i es van retirar 45.000 tones de runa. Per garantir l'estabilitat del nou edifici es van afegir 90 noves pilastres subterrànies a les 2.300 que Paul Wallot ja havia disposat sota l'edifici.
El gruix de les obres va començar el juny de 1996. Al centre del Reichstag es va aixecar una nova estructura a sobre de la vella, dins la qual s'integren la sala de plens -que té una alçada que abasta els tres pisos- i la sala de premsa a la tercera planta. Les ales nord i sud, corresponents aproximadament a dos terços de l'edifici, es van respectar com a testimoni històric i només es sanejaren de forma superficial. La sala de plens comprèn una àrea de 1.200 m² (al Reichstag de Wallot eren només 640 m², al de Baumgarten, 1.375 m²) i va ser modificada de forma i manera que la presidència de la cambra estigués a la part oriental, com en els primers anys. Les tribunes de visitants estan ubicades en un pis intermedi construït a aquest efecte. La tercera planta està reservada per als diputats i els grups parlamentaris. A l'edifici renovat es van emprar materials com formigó, vidre i acer, a l'antic s'havien emprat sobretot pedres calcària i gres de tons clars i càlids. Es va revisar el cromatisme dels interiors, utilitzant una gamma de 9 colors per diferenciar les diferents àrees. També es van instal·lar a les habitacions panells de fusta de colors molt intensos, la qual cosa va ser considerat problemàtic a l'hora d'exposar obres d'art.
La cúpula que es va afegir durant les reformes de Norman Foster s'ha convertit en una atracció turística de primer nivell i en un símbol de la ciutat. Els visitants entren a l'edifici per la porta occidental. Després de passar un control de seguretat pugen per mitjà de dos ascensors a la teulada, a 24 metres d'altura i a la part posterior hi ha el Käfer, un petit restaurant. Sobre aquesta teulada s'alça la cúpula. Té un diàmetre de 40 metres i una alçada de 23,5 i pesa 800 tones. La seva carcassa d'acer consta de 24 nervis verticals en intervals de 15 graus, 17 anells horitzontals amb una distància entre ells d'1,65 metres i una superfície de vidre de 3.000 metres quadrats. Pel seu interior pugen en espiral dues rampes en extrems oposats de la planta circular. Aquestes rampes tenen uns 1,8 metres d'ample i 230 metres de llarg. Permeten pujar i baixar a un mirador que s'aixeca a 40 metres sobre el nivell del sòl. El punt més alt de la cúpula està a 47 metres, significativament inferior que en el disseny de Paul Wallot.